# AN/FSQ-7 Combat Direction Central
AN/FSQ-7 Combat Direction Central (isto poznat kao "Q7", i Whirlwind II) bio je računalni sistem za zračnu kontrolu tokom hladnog rata kojeg su koristile zračne snage SAD-a i sastavni dio protuzračnog sistema SAGE.

## Arhitektura
Svaki sistem sastojao se od dva sistema radi izlišnosti.
- Tehnologija: elektronska cijev
- Broj cijevi: 60.000
- Operacija u sekundi: 75.000
- Glavna memorija
  - Tehnologija : magnetska jezgra, s ciklusom od 6 mikro sekundi
  - Banka 1: 65.536 x 32 bita
  - Banka 2: 4.096 x 32 bita
- Vanjska spremišta podataka:
  - Magnestski bubanj (50 "polja" svaka s 2048 x 32 bita (riječi) )
  - Magnetska traka IBM 728
- Izlazne jedinice
  - Linijski pisač IBM 718
  - Dvostruka konzola za održavanje
  - Konzola za praćenje ciljeva
  - Naredbena digitalna konzola
  - Viša direktorska konzola s tipkom za lansiranje Bomarc raketa zemlja-zrak
  - Konzola za praćenje dalekosežnih radara
  - Velika ploča za projekciju
- Ulazne jedinice
  - Čitač bušenih kartica IBM 713
  - Bušač kartica IBM 723
- Potrošnja energije: 3MW